# ¿La verdad en números? Todo, según Wikipedia
¿La verdad en números? Todo, según Wikipedia (en inglés: Truth in Numbers? Everything, According to Wikipedia) es un documental estadounidense sobre la historia, desarrollo e implicaciones culturales de Wikipedia, con los comentarios de distintos investigadores, periodistas y personajes como Howard Zinn y Noam Chomsky, y de los fundadores de Wikipedia, Jimmy Wales y Larry Sanger. También hay testimonios de wikipedistas en distintos países como China, Indonesia, India, Europa y los Estados Unidos, y se narran las controversias Essjay y la suscitada por la biografía de John Seigenthaler Sr.

## Sinopsis
La película explora, ante todo, la extraordinaria habilidad humana de la comunicación y cómo esta se ha desarrollado. Nos muestra el registro de la historia y su propósito. Por otra parte, examina cómo los medios de comunicación capturan los acontecimientos contemporáneos y los comunican a sus consumidores. A continuación, la película hace hincapié en los archivos de información organizada que llamamos enciclopedias. Plantea el desafío a la antigua forma de escribirlas y explica también cómo la adopción masiva de Internet como instrumento de comunicación ha influido en dicho desafío. La película nos presenta aquellos grupos de personas basados en la Web que han creado vastas redes de conocimiento que continuamente ponen en jaque a los medios tradicionales de comunicación. Wikipedia es entonces presentada como el mejor ejemplo de este relativamente nuevo fenómeno, al ser el primer sitio que moviliza el verdadero potencial de Internet mediante la producción de conocimiento por parte de cualquier persona del planeta de forma gratuita.

## Estrenos y proyecciones

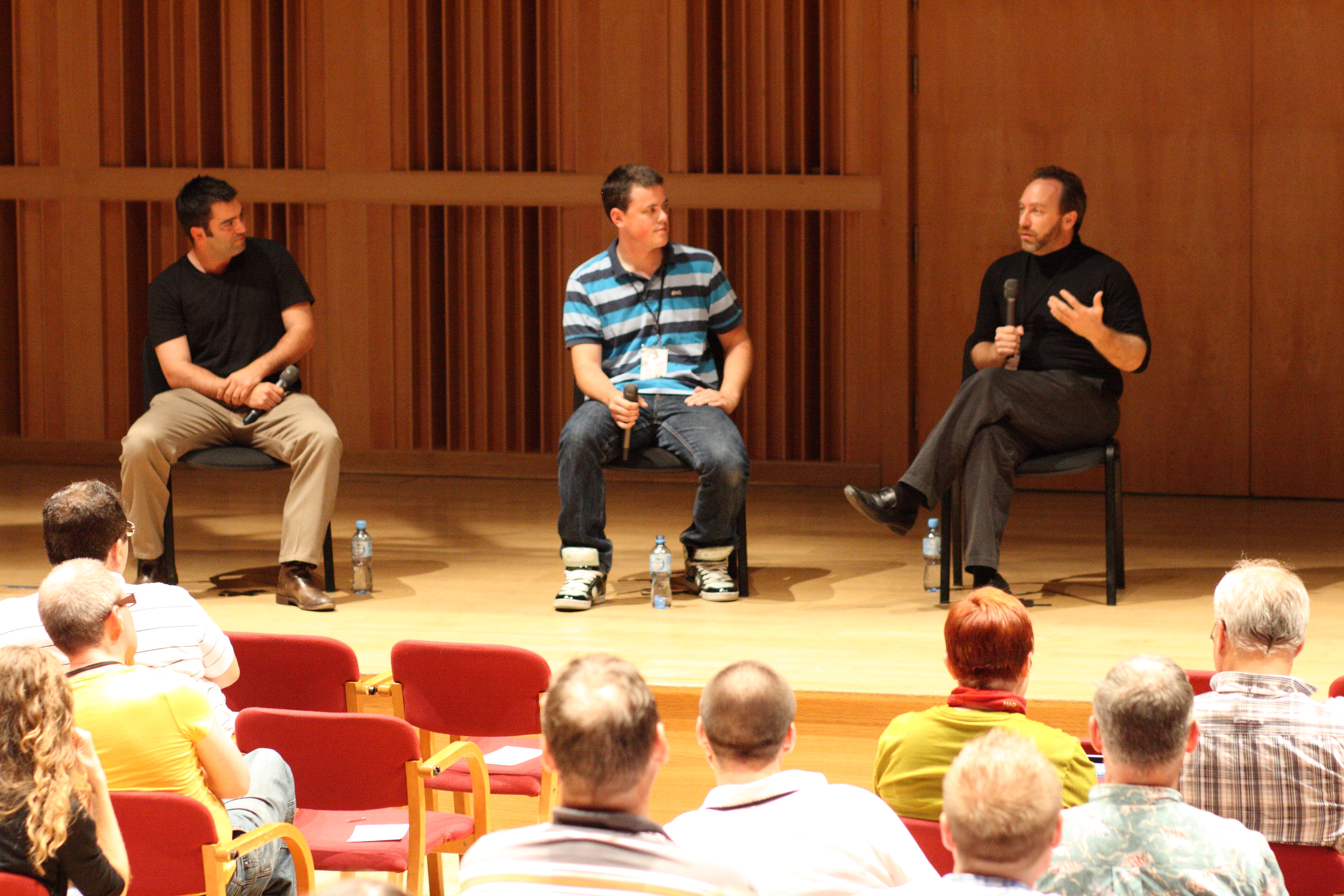
Los directores de la película, Scott Glosserman y Nich Hill, con el cofundador de Wikipedia, en el estreno de la película en Wikimanía 2010

El estreno del documental fue postergado en varias ocasiones entre 2007 y 2010. En Wikimanía 2007 fueron mostrados diversos avances, y la Fundación Wikimedia en 2008 ocupó diversos fragmentos para la campaña de fondeo. Finalmente fue estrenada el 10 de julio de 2010 en la reunión anual Wikimania 2010, en el auditorio de la Filarmónica Báltica en Gdansk, Polonia, ante una concurrencia de aproximadamente 300 personas.
Para conmemorar el décimo aniversario de Wikipedia en enero de 2011, el documental fue proyectado en diversas ciudades de Estados Unidos, India, Israel, México, Portugal y Suecia. 

## Recepción
Wales escribió favorablemente sobre el filme en 2007 durante su producción y remarcó: «El director Nic Hill está haciendo lo que parece ser un film fabuloso acerca de Wikipedia y Wikipedistas mundiales». Sin embargo, Wales comentó negativamente acerca del estreno demorado, en un comentario a PRNewser.
El autor Ted Leonsis comentó favorablemente el documental en su blog, Ted's Take, caracterizándolo como «un gran filme sobre el movimiento Wikipedia». Concluyó: «Este es un filme que debe verse, un filme de estreno. Debes verlo para permanecer socialmente relevante».